# Hamengkubuwono IX
Hamengkubuwono IX (Yogyakarta, 12 aprile 1912 – Washington, 2 ottobre 1988) è stato un politico e sovrano indonesiano.
Fu il secondo vicepresidente dell'Indonesia e il nono sultano di Yogyakarta.

## Biografia

### I primi anni
Nato Raden Mas Dorodjatun a Sompilan, Ngasem, Yogyakarta era figlio del principe Puruboyo e della principessa Kustillah, e venne decretato erede al trono all'età di tre anni dopo che suo padre ascese al trono col nome di Hamengkubuwono VIII.
Il giovane Hamengkubuwono ebbe un'educazione prettamente occidentale. A quattro anni venne inviato a vivere presso una famiglia di origini olandesi. Dopo aver completato la scuola primaria e quella secondaria nel 1931, Hamengkubuwono lasciò le Indie Orientali Olandesi per frequentare l'Università di Leida nei Paesi Bassi, studiando economia. Fece ritorno in patria nel 1939.

### Sultano di Yogyakarta
Con la morte di Hamengkubuwono VIII nell'ottobre 1939, Hamengkubuwono ascese al trono con la cerimonia d'incoronazione che ebbe luogo il 18 marzo 1940.
Nel discorso per la sua incoronazione, Hamengkubuwono riconobbe le sue origini indonesiane e promosse grandemente il nazionalismo locale: "Pur avendo provato l'educazione occidentale, sono sempre e comunque un indonesiano."
Il ventottenne sultano negoziò quindi dei termini col sessantenne governatore olandese dr. Lucien Adam per dare una nuova forma di governo allo stato. Tra i punti predisposti erano contenuti quattro principi fondamentali per l'accordo:
1. Il sultano non accetterà un primo ministro impiegato anche nell'amministrazione dei Paesi Bassi per evitare conflitti d'interesse.
2. Il sultano non accetterà più che metà dei suoi consiglieri siano scelti dal governo dei Paesi Bassi
3. Il sultano non accetterà più che l'esercito olandese dia ordini al proprio esercito nazionale

Tuttavia il sultano, in accordo con la proposta avanzata dal governo dei Paesi Bassi, nel febbraio del 1942 venne costretto ad arrendersi all'esercito d'invasione giapponese.
Nel 1942, il governo coloniale olandese in Indonesia venne sconfitto dall'esercito imperiale giapponese. Mentre l'esercito giapponese consolidava il proprio possedimento in Indonesia, ad Hamengkubuwono IX venne proposto di cercare asilo politico in Australia o nei Paesi Bassi, abbandonando la patria, cosa che Hamengkubuwono IX si rifiutò di fare e la sua presenza del resto garantì che la sua popolazione non fosse deportata a Burma per essere messa ai lavori forzati, chiedendo ai giapponesi il permesso di costruire un canale d'acqua (il Selokan Mataram) che ovviamente richiese manodopera in patria.

### La guerra d'indipendenza indonesiana
Subito dopo la firma della dichiarazione d'indipendenza dell'Indonesia il 17 agosto 1945, Hamengkubuwono IX assieme a Paku Alam VIII, principe di Pakualaman, decise di dare il proprio supporto al nuovo governo repubblicano formatosi. Il supporto fornito da Hamengkubuwono IX venne immediatamente riconosciuto dal governo centrale con la sua nomina a governatore a vita di Yogyakarta con Paku Alam VIII come suo vice. Lo status di Yogyakarta venne portato quindi a regione speciale. Inoltre, Hamengkubuwono IX prestò servizio anche come governatore militare di Yogyakarta e come ministro di stato dal 1945 al 1949.
A guerra terminata, gli olandesi tornarono ad avanzare pretese sulla loro ex colonia. Hamengkubuwono IX giocò un ruolo vitale nella resistenza locale. All'inizio del 1946, la capitale dell'Indonesia venne spostata a Yogyakarta, e nel contempo il sultano concesse al governo nuovi fondi. Quando l'Indonesia riuscì a trovare una soluzione diplomatica col governo olandese per la fine del conflitto, Hamengkubuwono IX venne prescelto per essere parte della delegazione indonesiana. Il 21 dicembre 1948, gli olandesi occuparono Yogyakarta ed arrestarono Soekarno e Hatta, rispettivamente il primo presidente e vicepresidente indonesiani. Hamengkubuwono IX non lasciò comunque Yogyakarta e continuò a prestare servizio come governatore. Gli olandesi intendevano fare di Yogyakarta la capitale del nuovo stato federale indonesiano di Giava Centrale e nominare il sultano come capo di stato, ma Hamengkubuwono si rifiutò di collaborare al progetto. Gli olandesi lo guardavano con sospetto anche perché il comportamento di Hamengkubuwono IX lasciava trasparire il fatto che egli volesse continuare a dare indipendenza alla propria regione.

#### L'offensiva generale del 1 marzo
All'inizio del 1949, nella mente di Hamengkubuwono IX iniziò a farsi strada l'idea che bisognasse reagire all'occupazione forzata di Yogyakarta da parte degli olandesi. Il proposito di questa azione era di mostrare al mondo che l'Indonesia esisteva ancora e che non era pronta alla resa. L'idea venne suggerita dal generale Sudirman, comandante dell'esercito indonesiano, e ricevette la piena approvazione del sultano. Nel febbraio del 1949, Hamengkubuwono IX ebbe un incontro col tenente colonnello Suharto, l'uomo scelto da Sudirman a svolgere il compito di comandante sul campo per l'offensiva. Dopo questa discussione, vennero organizzati i preparativi che si basarono essenzialmente su operazioni di guerriglia sui villeggi e le cittadine attorno a Yogyakarta oltre che a diverse stazioni olandesi per spingere quanti più soldati a lasciare Yogyakarta verso l'esterno. Il 1 marzo 1949 alle 6:00, Suharto e le sue truppe lanciarono quella che diverrà in seguito nota come l'offensiva generale del 1 marzo. L'operazione colse gli olandesi di sorpresa. Per parte sua, Hamengkubuwono IX permise che il suo palazzo fosse usato come nascondiglio per le truppe rivoluzionarie. Per sei ore, le truppe indonesiane ebbero il controllo di Yogyakarta prima di ritirarsi infine. L'offensiva fu un grande successo, ispirando il popolo indonesiano ormai demoralizzato.
Il 30 giugno 1949, le truppe olandesi si ritirarono e lasciarono l'autorità su Yogyakarta a Hamengkubuwono.
Il 27 dicembre, immediatamente dopo che il trasferimento della sovranità venne firmato dalla regina Giuliana dei Paesi Bassi al Palazzo Reale di Amsterdam, l'alto commissario A.H.J. Lovink trasferì i suoi poteri a Hamengkubuwono in una cerimonia che si svolse a Giacarta, nel Palazzo di Koningsplein, rinominato poi Palazzo Merdeka.

### Ministro del governo indonesiano
Dopo la dichiarazione d'indipendenza dell'Indonesia, Hamengkubuwono IX continuò a prestare servizio alla repubblica. Oltre a continuare nel proprio incarico di governatore di Yogyakarta, Hamengkubuwono IX continuò a servire il governo indonesiano come ministro.
Hamengkubuwono IX fu ministro della difesa e ministro dell'interno (1949–1951 e 1953), vicepresidente (1951), consigliere di stato (1959), e ministro per lo sviluppo e del turismo (1966). Oltre a queste posizioni, Hamengkubuwono IX fece parte della commissione sportiva indonesiana.

### Passaggio dalla vecchia alla nuova amministrazione
Durante il movimento G30S, nel corso del quale sei generali vennero rapiti dalle loro case e uccisi, Hamengkubuwono IX rimase a Giacarta. Quella mattina, mentre il presidente Sukarno era irreperibile, Hamengkubuwono venne contattato da Suharto il quale suggerì, in mancanza del capo dello stato, che Hamengkubuwono IX prendesse le redini di un governo provvisorio per contrastare il movimento. Hamengkubuwono IX rigettò l'offerta e contattò una delle mogli di Sukarno per ottenere da ella informazioni in merito al presidente.
Dopo che Suharto ebbe ricevuto la rappresentanza del Supersemar nel marzo del 1966, Hamengkubuwono IX ed Adam Malik entrarono in associazione in un triumvirato per mutare definitivamente la politica di Sukarno. Hamengkubuwono IX venne nominato ministro dell'economia, delle finanze, dell'industria ed incaricato di risolvere i problemi economici dello stato. Mantenne tale posizione sino al 1973.

### Vicepresidenza dell'Indonesia
Da quando Mohammad Hatta si era dimesso da vicepresidente dell'Indonesia nel dicembre del 1956, la posizione era rimasta vacante per il resto della presidenza di Sukarno. Quando Suharto venne formalmente eletto presidente nel 1968 dall'Assemblea Popolare, l'incarico continuò a rimanere vacante. Infine nel marzo del 1973, Hamengkubuwono IX venne prescelto come vicepresidente di Suharto che nel frattempo era stato rieletto per la seconda volta come presidente. Mantenne il suo incarico come governatore di Yogyakarta.
L'elezione di Hamengkubuwono IX non fu una sorpresa dal momento che egli era una figura molto popolare in Indonesia. Anche se venne eletto ufficialmente solo nel 1973, si può dire che de facto Hamengkubuwono IX fosse già vicepresidente dalla presa di potere di Suharto. Da vicepresidente, Hamengkubuwono IX venne incaricato della gestione del welfare e della supervisione dello sviluppo economico.
Ci si aspettava che sia Suharto che Hamengkubuwono IX fossero rieletti nuovamente, ma ad ogni modo il sultano si ritrovò deluso dal crescente autoritarismo di Suharto e dalla crescente corruzione. Numerose del resto erano le proteste perché Suharto non venisse rieletto per l'ennesima volta alla carica presidenziale e queste proteste raggiunsero il picco massimo nel febbraio del 1978 quando gli studenti del Bandung Technological Institute (ITB) pubblicarono un libro nel quale si esponevano le ragioni per cui Suharto non dovesse essere eletto presidente. In risposta, Suharto inviò delle truppe all'università e mise al bando il libro. Hamengkubuwono non poteva accettare quanto fatto da Suharto. Nel marzo del 1978, Hamengkubuwono decise di non ricandidarsi a vicepresidente, malgrado le insistenze di Suharto.

### Movimento scout

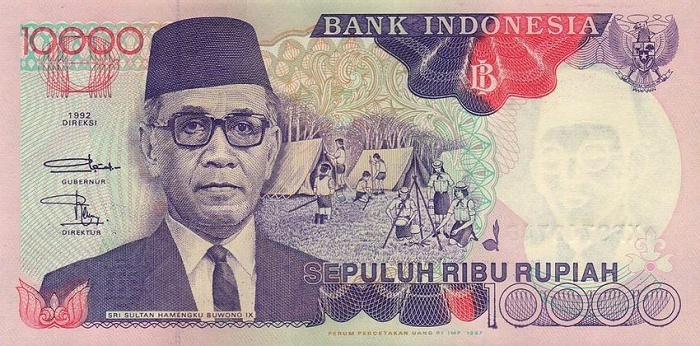
Hamenkubuwono IX ed un campo scout figurano su una banconota indonesiana da 10.000 rupie indonesiane.

Hamengkubuwono IX promosse largamente la diffusione degli scout sin dall'epoca del colonialismo olandese e continuò a farlo anche dopo l'indipendenza del paese. Nel 1968, Hamengkubuwono IX venne eletto capo del movimento nazionale scout ed ottenne l'onorificenza del lupo di bronzo da parte della World Organization of the Scout Movement, nel 1973.

### Gli ultimi anni
Durante una visita a Washington nel 1988, Hamengkubuwono IX ebbe un'improvvisa emorragia interna. Venne trasportato d'urgenza al George Washington University Medical Center, dove morì nella nottata tra il 2 ed il 3 ottobre 1988. Il suo corpo venne riportato a Yogyakarta e sepolto nel mausoleo reale dei monarchi Mataram a Imogiri. In suo onore venne istituito un mausoleo nel palazzo del sultano (kraton) a Yogyakarta. Gli venne concesso postumo anche il titolo di Eroe Nazionale dell'Indonesia, distinzione concessa unicamente ai patrioti indonesiani. Venne succeduto da suo figlio, Raden Mas Herdjuno Darpito, che prese il nome di Hamengkubuwono X.
Uno dei due più importanti alberi di baniano, il Kiai Dewandaru piantato durante il regno del sultano Hamengkubuwono I, cadde casualmente nella Alun-Alun Lor (piazza locale) in coincidenza dei funerali di Hamengkubuwono IX, fatto che venne attribuito dalla popolazione come segno di immenso cordoglio della nazione per una perdita così grande. Un nuovo baniano venne piantato nel medesimo luogo con l'approvazione di Hamengkubuwono X.